# 黑色素细胞刺激素
黑色素细胞刺激素（melanocyte-stimulating hormones, melanotropins, intermedins，简称 MSH）是一种神经肽，属于肽类激素。具有α-黑色素细胞刺激素（α-MSH）、β-黑色素细胞刺激素（β-MSH）和γ-黑色素细胞刺激素（γ-MSH） 三种，都是由垂体产生的。
当前正在开发和研究合成 α-MSH 的类似物，比如afamelanotide (美拉诺坦 I; Scenesse), 美拉诺坦 II 和 布美诺肽 (PT-141)。

## 功能
MSH 刺激在头发和皮肤中的黑素细胞中合成黑色素，MSH 在大脑中影响食欲和性刺激。

### 两栖动物
在一些动物（比如非洲爪蟾）在昏暗的环境中增大合成 MSH 的速率，当在皮肤中分散的黑色素增加，使其变得更暗、使之难以被捕食者发现。

### 人类
MSH 的增加也会导致人类变黑。当妊娠时，MSH 在人体中含量和雌性激素同时增加，引起孕妇的色素沉着。 库兴氏症候群由于过量促肾上腺皮质激素 (ACTH) 亦能导致色素沉着，例如腋窝的黑色棘皮症。大多数原发性爱迪生氏病者均发生色素沉着，包括不常暴露于太阳之下的部位，特征是皮肤皱褶（如：手）乳头脸颊内部新伤痕出现色素沉着，而旧的不变。这是因为 MSH 和 ACTH 使用相同的前导分子 proopiomelanocortin (POMC).
不同的 MSH 水平并非造成不同人种肤色不同的原因。然而，许多红發人和未晒足够太阳的人的激素受体发生变化，导致它们无法回应血液中的 MSH。

## 结构
不同 MSH 有不同的氨基酸序列：
| α-MSH:        | Ac-Ser-Tyr-Ser-Met-Glu-His-Phe-Arg-Trp-Gly-Lys-Pro-Val                                  |
| β-MSH (人类): | Ala-Glu-Lys-Lys-Asp-Glu-Gly-Pro-Tyr-Arg-Met-Glu-His-Phe-Arg-Trp-Gly-Ser-Pro-Pro-Lys-Asp |
| β-MSH (猪):   | Asp-Glu-Gly-Pro-Tyr-Lys-Met-Glu-His-Phe-Arg-Trp-Gly-Ser-Pro-Pro-Lys-Asp                 |
| γ-MSH:        | Tyr-Val-Met-Gly-His-Phe-Arg-Trp-Asp-Arg-Phe-Gly                                         |

## 拓展阅读
- Millington GW. . Clin. Exp. Dermatol. May 2006, 31 (3): 407–12. PMID 16681590. doi:10.1111/j.1365-2230.2006.02128.x.
- Millington GW. . Clin. Exp. Dermatol. May 2006, 31 (3): 407–12. PMID 16681590. doi:10.1111/j.1365-2230.2006.02128.x.